# Eurytos (Œchalie)
Pour les articles homonymes, voir Eurytos.
 (août 2016).
Dans la mythologie grecque, Eurytos (en grec ancien Εὔρυτος), fils de Mélanée et d'Œchalia (ou d'Hermès et d'Antianira, frère jumeau d'Échion), est roi d'Œchalie. Marié à Antioché, il est le père notamment d'Iphitos, Déionée, Clytios, Dryope et Iole.
Eurytos fut l'un des éducateurs d'Héraclès et lui enseigna le tir à l'arc. Il avait reçu un arc d'Apollon et se targuait d'être plus habile que le dieu ; ainsi avait-il promis sa fille Iole à qui parviendrait à le battre dans cet exercice. Héraclès, alors à la recherche d'une nouvelle épouse, se présenta et gagna l'épreuve, mais le roi lui refusa le prix de sa victoire lorsqu'il apprit qu'il avait répudié Mégara après avoir tué ses enfants. Eurytos chassa Héraclès du palais avec le soutien de ses fils, hormis Iphitos, fervent admirateur du héros et de ses exploits, qui déclara qu'Iolé aurait dû, en toute équité, lui être donnée.
Lorsque peu après, douze jeunes juments aux puissants sabots et douze vigoureuses mules pleines eurent disparu d'Eubée, Iphitos refusa de croire qu'Héraclès fût à incriminer. En fait elles avaient été enlevées par Autolycos, qui changea leur apparence par magie et les vendit comme siennes à Héraclès qui ne se douta de rien. Iphitos suivit les traces des juments et des mules et découvrit qu'elles menaient à Tirynthe, ce qui lui fit supposer qu'Héraclès, tout compte fait, se vengeait de l'insulte que lui avait faite Eurytos. S'étant alors trouvé tout à coup en présence d'Héraclès qui rentrait après avoir sauvé Alceste, il se contint, dissimula ses soupçons et se contenta de demander à Héraclès son avis sur cette affaire. Héraclès ne reconnut pas les bêtes d'après la description que lui en fit Iphitos comme étant celles qu'il avait achetées à Autolycos et, avec sa cordialité coutumière, il promit de les chercher si Iphitos acceptait d'être son hôte. Mais il sut, grâce à son don de divination, qu'il était soupçonné de vol. Cela lui fit de la peine et il en fut offensé.
Après un grand banquet, il conduisit Iphitos en haut de la plus haute tour de Tirynthe. Il lui demanda s'il voyait dans la plaine les juments. Il dut reconnaître que non mais Héraclès que la colère avait envahi, atteint à nouveau de la même démence que lui avait jadis inspirée la déesse Héra, le précipita dans le vide et le tua.
Puis Héraclès se rendit chez Nélée, roi de Pylos, et demanda à être purifié; mais Nélée refusa car Eurytos était son allié. Et ses fils refusèrent tous de recevoir Héraclès, excepté le plus jeune Nestor, qui persuada finalement Déiphobe, fils d'Hippolyte, de le purifier à Amyclées.
Cependant, il continuait à être tourmenté par de mauvais rêves et il s'en fut demander à l'oracle de Delphes comment il pourrait en être débarrassé. La pythie Xénoclée refusa de répondre à sa question. Héraclès menaça de détruire Delphes et s'empara de son trépied ne consentant à le lui rendre qu'après avoir obtenu une réponse à ses questions. 
Apollon, dieu tutélaire des lieux, indigné, se précipita et une lutte s'engagea entre lui et Héraclès malgré la présence de Léto et d'Artémis venues calmer Apollon et d'Athéna qui essayait de retenir le héros. Zeus dut envoyer sa foudre pour séparer ses fils.
Héraclès rendit le trépied sacré et obtint de la Pythie l'oracle désiré. Elle lui indiqua qu'il devait de nouveau se soumettre à l'esclavage pour trois ans à la reine Omphale de Lydie qui l'achètera, et donner à Eurytos l'argent de sa vente comme "prix du sang" pour payer la mort d'Iphitos. Eurytos refusera cet argent. 
Voulant se venger de n'avoir pas obtenu la main de Iole, la fille d'Eurytos, qu'il avait gagnée dans le concours de tir à l'arc, Héraclès mena une expédition contre le roi. Laissant Déjanire, sa dernière épouse, à Trachis, il partit vers Oechalie (Thessalie ou Eubée) à la tête d'une armée d'alliés. Un violent combat s'engagea, dans lequel deux des fils de Céyx furent tués. Héraclès remporta la victoire et tua Eurytos ainsi que tous ses fils. Iole, qui tenta de s'enfuir en se précipitant du haut des remparts, fut soutenu dans l'air par le vent qui enfla sa robe, et redescendit sans se blesser. Elle devint la concubine du héros qui l'envoya à Trachis avec d'autres prisonniers.   
Selon la version rapportée par Homère, Eurytos fut tué par Apollon lui-même pour avoir osé se comparer au dieu.

## Sources
- Pseudo-Apollodore, Bibliothèque [détail des éditions] [lire en ligne] (II, 6, 1-3 ; II, 7, 7).
- Catalogue des femmes [détail des éditions] (fr. 79).
- Diodore de Sicile, Bibliothèque historique [détail des éditions] [lire en ligne] (IV).
- Homère, Odyssée [détail des éditions] [lire en ligne] (VIII, 224).
- Hygin, Fables [détail des éditions] [(la) lire en ligne] (XIV).
- Ovide, Métamorphoses [détail des éditions] [lire en ligne] (IX, 356 et suiv.).
- Sophocle, Les Trachiniennes [détail des éditions] [lire en ligne] (passim).